# مصطفی جاویدان
سید مصطفی موسوی مشهور به مصطفی جاویدان یا درویش جاویدان (۷ آبان ۱۳۲۵ در کرمانشاه – ۲۰ آبان ماه ۱۳۹۶ در کرج) خواننده، نوازنده، بازیگر، نمایشنامه‌نویس و درویش بود. وی با خواندن ترانه‌های مذهبی و کوچه‌بازاری معروف شد.

## زندگی
سید مصطفی موسوی در ۷ آبان ۱۳۲۵ در کرمانشاه به دنیا آمد. پدرش سید شاه‌مراد موسوی از همرزمان نواب صفوی بود. در سن ۲۲ سالگی در سال ۱۳۴۷ در رشته علوم سیاسی وارد دانشگاه تهران شد؛ ولی‌ در سال دوم تحصیل به خاطر فعالیت سیاسی مجبور به ترک دانشگاه و فرار از نیرو‌های ساواک گردید. سرانجام برای فرار از چنگ نیرو‌های ساواک توسط پزشک جراحی که از دوستان خانوادگی او بود تحت عمل جراحی پلاستیک قرار گرفت و با بلند کردن موی سرش، خود را به کسوت درویشان درآورد.
وی پس از انقلاب ۱۳۵۷ و با شروع جنگ ایران و عراق وی در حالی که به همراه پدرش به منطقۀ جنگی در ناحیۀ دهلران در استان ایلام رفته‌بود در اثر موج انفجار دچار آسیب شده و به بیماری فراموشی دچار می‌‌شود. با این وجود پس از شش سال در ۱۳۶۹ خورشیدی حافظۀ خود را بازیافت و به فعالیت‌های نمایشنامه‌نویسی خود ادامه داد.

## ترانه‌سرایی
درویش جاویدان از خوانندگان کوچه و بازاری بود، که محبوبیت خاصی در دل شنوندگان خود داشت.
او بعدتر بیشتر به نوشتن شعر و ترانه برای دیگر خوانندگان پرداخت.

## درگذشت
درویش جاویدان روز ۲۰ آبان ماه ۱۳۹۶ بر اثر ایست قلبی در کیانمهر کرج در منزلش درگذشت و در بهشت سکینه شهرستان ساوجبلاغ به خاک سپرده شد.

## برخی از آلبوم‌های منتشرشده

### پیش از ۱۳۵۷
- هو یاعلی مدد
- باباکوهی
- چینی‌بندزن

### پس از ۱۳۵۷
- یا علی مدد، یا صاحب الزمان
- آزادۀ سربلند
- تقدیم به آزادی‌خواهان

## فیلم‌شناسی (نوازنده - خواننده)
1. تنهایی (۱۳۵۵)
2. رامشگر (۱۳۵۵)
3. ولی نعمت (۱۳۵۵)
4. پلنگ در شب (۱۳۵۴)
5. مجازات (۱۳۵۴)
6. آب توبه (۱۳۵۳)
7. تهمت (۱۳۵۳)
8. مکافات (۱۳۵۲)

## نمایشنامه‌نویسی
1. وحدت جهانی حیوانات (۱۳۷۰)
2. شب‌نشینی میوه‌ها
3. عشق حافظ